# Karl Sudhoff

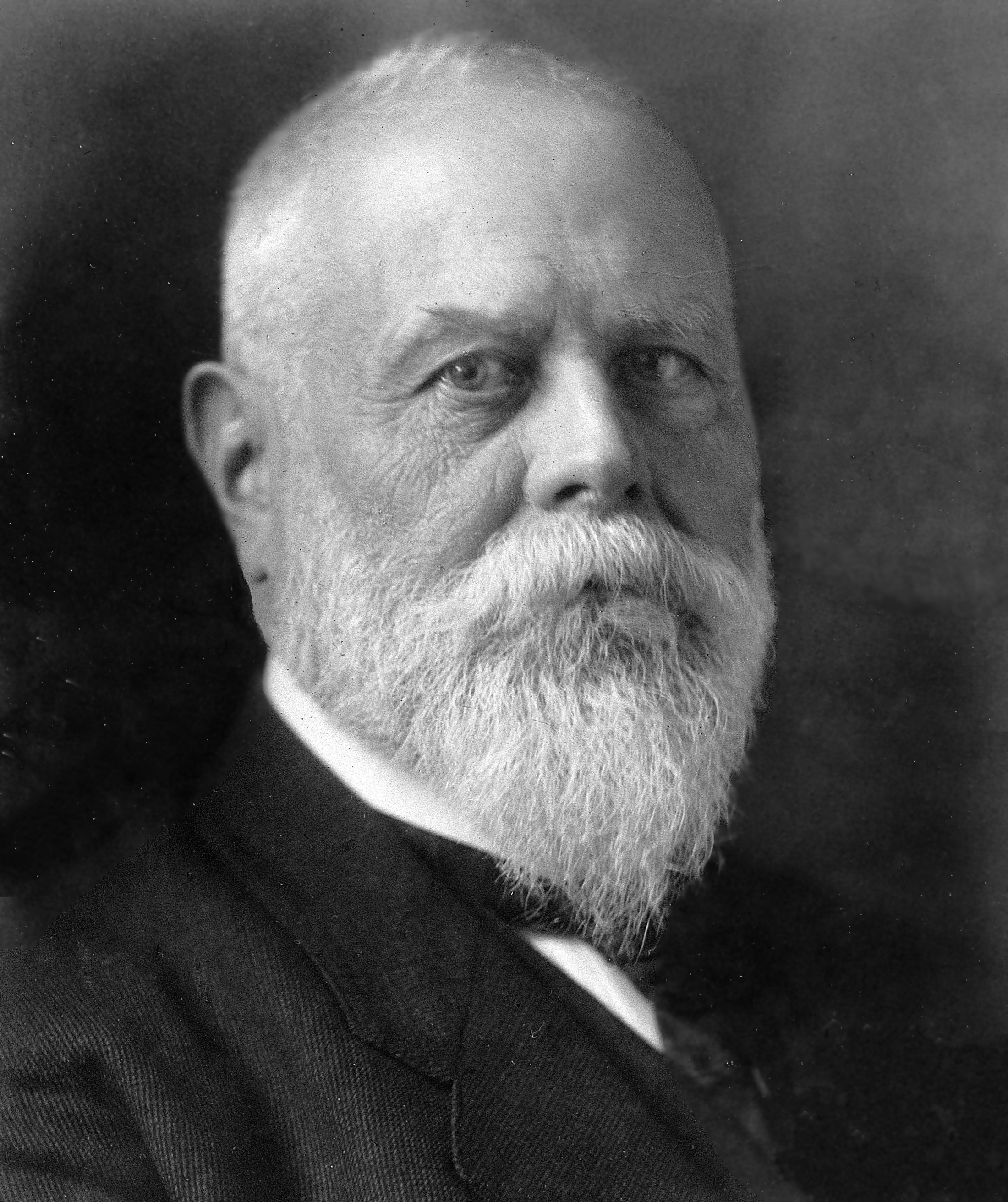
Karl Sudhoff

Karl Friedrich Jakob Sudhoff (* 26. November 1853 in Frankfurt am Main; † 8. Oktober 1938 in Salzwedel) war ein deutscher Arzt und der bedeutendste Medizinhistoriker seiner Zeit, unter anderem als Paracelsus-Forscher. Sein Institut in Leipzig war das weltweit erste Institut dieser Disziplin.

## Leben

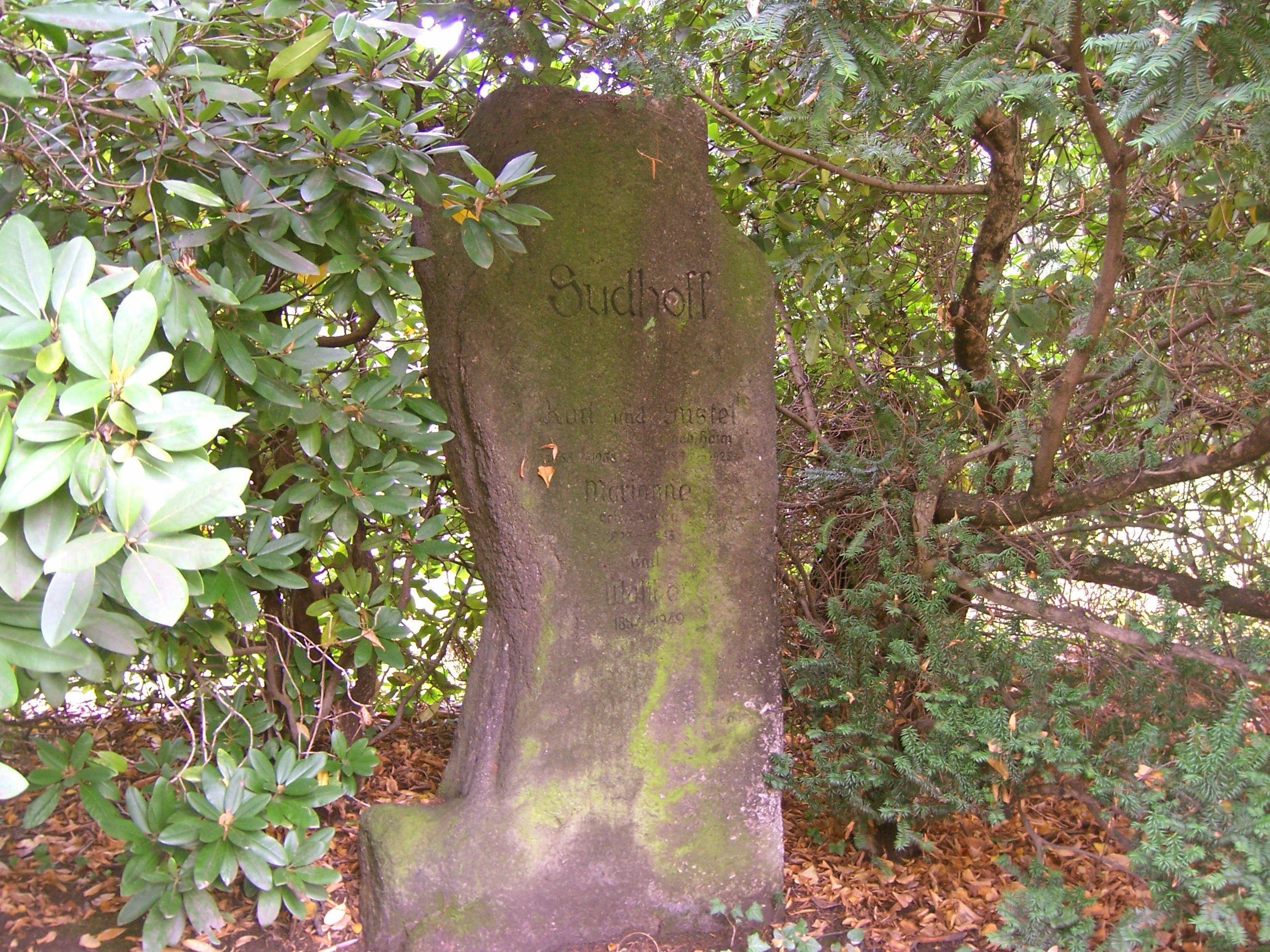
Grabstätte Karl Sudhoff auf dem Südfriedhof in Leipzig

Karl Sudhoff, Sohn des Theologen Karl Jakob Sudhoff (1820–1865), besuchte Gymnasien in Frankfurt und Zweibrücken sowie das Königlich Preußische Gymnasium in Bad Kreuznach (heute Gymnasium an der Stadtmauer), dessen Internat damals viele Kinder evangelischer Bürger aus einem weiten Umkreis aufnahm. Dort legte er 1871 das Abitur ab und studierte anschließend bis 1876 in Tübingen, Erlangen und in Berlin Medizin; die Promotion erfolgte 1875 in Erlangen. Dort war er auch im Wintersemester 1871/72 der christlichen Studentenverbindung Uttenruthia im Schwarzburgbund beigetreten. Nach Assistenzjahren in Augsburg und Wien nahm er 1878 seine Tätigkeit als Praktischer Arzt zuerst in Bergen bei Frankfurt auf, zudem war er kurze Zeit als Armenarzt der niederbergischen Gemeinde Millrath (heute zu Erkrath) tätig gewesen. Von 1883 bis 1905 war er Hüttenarzt der Hochdahler Eisenhütte. Er bekam dort den preußischen Titel Sanitätsrat verliehen. Ab 1894 war er auch im Gemeinderat tätig.
Seit seiner Gründung der Deutschen Gesellschaft für Geschichte der Medizin und der Naturwissenschaften im Jahr 1901 war er deren Vorsitzender.
Im Jahr 1904 wurde Sudhoff zum nichtplanmäßigen außerordentlichen Professor der Medizingeschichte an der Medizinischen Akademie Düsseldorf berufen. Im Jahr darauf folgte er dem Ruf als Extraordinarius für Geschichte der Medizin an die Universität Leipzig (seit 1913 Honorarprofessor) und wurde dann Inhaber des von der Witwe Theodor Puschmanns gestifteten Lehrstuhls für Medizingeschichte am selben Ort. Am 1. April 1906 wurde das Institut für Geschichte der Medizin und der Naturwissenschaften, das seit 1938 seinen Namen trägt, als erstes medizinhistorisches Institut weltweit eröffnet. Sudhoff gilt als Neubegründer des Faches Geschichte der Medizin, das ihm einen zunehmenden Einfluss auf das ärztlichen Denken im 20. Jahrhundert verdankte. Seit 1919 (bis zur Emeritierung 1925) war er Ordinarius. Für 1922/23 wählte ihn seine Fakultät zum Dekan.
Politisch pflegte er eine deutschnationale Haltung, die ihn 80-jährig am 1. Mai 1933 zum Eintritt in die NSDAP bewog. Am 27. November 1933 wurde er in Baltimore im Institut seines Schülers Henry E. Sigerist anlässlich seines achtzigsten Geburtstages mit Festvorträgen geehrt. 1939 beschrieb Sigerist seinen Lehrer Sudhoff: „Er war eine ausgesprochene Persönlichkeit, eine Führernatur, wie er sich selbst gern nannte, heftig in seinen Sympathien und in seinen Antipathien.“
Er starb kurz vor Vollendung des 85. Lebensjahrs bei einem Besuch seines Sohnes Walther Sudhoff, der von 1924 bis 1946 Chefarzt des Kreiskrankenhauses Salzwedel war.

## Forschungsschwerpunkte
Sudhoff ist vor allem durch seine Studien über mittelalterliche medizinische Handschriften bekannt geworden. Er war der Herausgeber der bis heute maßgeblichen Paracelsus-Ausgabe. Sudhoff legte umfangreiche medizinhistorische Sammlungen an und verfügte über eine außerordentlich große Privatbibliothek. (Seine wertvolle Handbibliothek am Leipziger medizinhistorischen Institut wird nun aufgelöst). In seinen Beiträgen zur Geschichte der Chirurgie im Mittelalter bediente sich Sudhoff als erster Medizinhistoriker einer textgeschichtlichen Arbeitsmethode, legte damit den Grundstein für spätere Fachprosaforschungen und ermöglichte neue Sichtweisen auf die mittelalterliche Chirurgie.

## Ehrungen und Benennungen
- 1923 erhielt Sudhoff von der Universität Leipzig die Ehrendoktorwürde.[11]
- 1926 wurde er zum Mitglied der Leopoldina gewählt.[12]
- 1925 stiftete die Deutsche Gesellschaft für Geschichte der Medizin und der Naturwissenschaften die Karl-Sudhoff-Medaille für hervorragende wissenschaftliche Leistungen auf dem Gebiet der Geschichte der Medizin, der Naturwissenschaften oder der Technik.
- Noch heute heißt die von Sudhoff begründete wissenschaftsgeschichtliche Fachzeitschrift Sudhoffs Archiv.
- Am Karl-Sudhoff-Institut für Geschichte der Medizin und der Naturwissenschaften der Universität Leipzig besteht eine umfangreiche medizinhistorische Sammlung,[13] die nach Anmeldung öffentlich zugänglich ist.[14][15] Im Jahr 1981 gab die Post der DDR zu dieser Sammlung fünf Sonderpostwertzeichen im Nennwert zu 10, 20, 25, 35, 50 und 85 Pfennigen mit Motiven aus deren Bestand heraus (Michel-Nr. 2640-2645).

## Schriften
Online
- Paracelsus-Studien
- Digitalisierte Paracelsus-Ausgabe
- Bücher im Internet Archive
- Buch bei Medica

Auswahl
- Ein Beitrag zur Bibliographie der Paracelsisten im 16. Jahrhundert. In: Zentralblatt für Bibliothekswesen. Band 10, 1893, S. 316–325 (online).
- Bibliographia Paracelsica. Berlin 1894–1899.[16]
- Iatromathematiker, vornehmlich im 15. und 16. Jahrhundert. Eine Studie. Breslau 1902 (= Abhandlungen zur Geschichte der Medizin. Band 2).
- Einführung in die Geschichte der Medizin: Iatromechaniker vornehmlich im 15. und 16. Jahrhundert. Breslau 1902.
- über Konrad Brunner, Die Verwundeten in den Kriegen der alten Eidgenossenschaft. […]. In: Mitteilungen zur Geschichte der Medizin und der Naturwissenschaften. Band 2, 1903, S. 421–422.
- Tradition und Naturbeobachtung in den Illustrationen medizinischer Handschriften und Frühdrucke vornehmlich des 15. Jahrhunderts. Leipzig 1907 (= Studien zur Geschichte der Medizin. Band 1).
  - Die Harnglasscheibe im 15. Jahrhundert. In: Tradition und Naturbeobachtungen in den Illustrationen medizinischer Handschriften und Frühdrucke. Leipzig 1907 (= Studien zur Geschichte der Medizin. Band 1), S. 13–18.
- Die heilsamen Eigenschaften des Magdalenenbalsams. Ein Einblattdruck aus den letzten Jahren des 15. Jahrhunderts. In: Sudhoffs Archiv. Band 1, 1908, S. 388–390.
- Deutsche medizinische Inkunabeln. Bibliographisch-literarische Untersuchungen. Leipzig 1908 (= Studien zur Geschichte der Medizin. Band 2/3).
- Ärztliches aus griechischen Papyrus-Urkunden. Bausteine zu einer medizinischen Kulturgeschichte des Hellenismus. Leipzig 1909 (= Studien zur Geschichte der Medizin. Band 5)
- Die medizinische Fakultät zu Leipzig im ersten Jahrhundert der Universität. Leipzig  1909 (= Studien zur Geschichte der Medizin. Band 8).
- Ein weiteres deutsches Pest-Regiment aus dem 14. Jahrhundert und seine lateinische Vorlage, das Prager Sendschreiben „Missum Imperatori“ vom Jahr 1371. In: Sudhoffs Archiv. Band 3, 1910, S. 144–153.
- Aus dem antiken Badewesen. Berlin 1910.
- Als Hrsg.: Klassiker der Medizin. Verlag von Johann Ambrosius Barth, Leipzig 1910 ff.
- Pestschriften aus den ersten 150 Jahren nach der Epidemie des „schwarzen Todes“ 1348. In: Sudhoffs Archiv. Band 2–17, 1902–1925.
- Neue Beiträge zur Vorgeschichte des „Ketham“. In: Archiv für Geschichte der Medizin. Band 5, 1912, S. 280–301.
- Aus der Frühgeschichte der Syphilis. Handschriften- und Inkunabelstudien, epidemiologische Untersuchung und kritische Gänge. Leipzig 1912 (= Studien zur Geschichte der Medizin. Heft 9).
- Graphische und Typographische Erstling der Syphilisliteratur aus den Jahren 1495 und 1496. C. Kuhn, München 1912.
- Ein spätmittelalterlicher Plakatdruck zur Warnung vor den Gefahren des Alkoholismus. In: Sudhoffs Archiv. Band 7, 1914, S. 353–354.
- Beiträge zur Geschichte der Chirurgie im Mittelalter. Graphische und textliche Untersuchungen in mittelalterlichen Handschriften. 2 Bände. Leipzig 1914–1918 (= Studien zur Geschichte der Medizin. Heft 10 und 11/12).
- Eine Verteidigung der Heilkunde aus den Zeiten der „Mönchsmedizin“. In: Sudhoffs Archiv. Band 7, (1913–)1914, S. 223–237 und 362.
- Zum Regimen sanitatis Salernitanum. In: Sudhoffs Archiv. Band 7, 1914, S. 360–362; Band 8, 1915, S. 292 f. und 352–373; Band 9, 1916, S. 221–249; Band 10, 1917, S. 91–101; Band 12, 1920, S. 149–180.
- Neue Aussatzproben aus dem Anfang des 14. Jahrhunderts. In: Sudhoffs Archiv. Band 8, 1915, S. 71.
- Die Fragmenta Emmeranensia des Pseudo-Apuleius und der Leidener Sammelkodex Cod. Voss. lat. Q. 9. In: Archiv für Geschichte der Medizin. Band 8, 1915, S. 446–449.
- Der pseudohippokratische Brief an Antiochus in fragmentarischer deutscher Übersetzung aus dem Mittelalter. In: Archiv für Geschichte der Medizin. Band 8, 1915, S. 293–295.
- Ein Bamberger historisch-propädeutisches Fragment. In: Sudhoffs Archiv. Band 8, 1915, S. 410–413.
- Die Verse Isidors von Sevilla auf dem Schrank der medizinischen Werke seiner Bibliothek. In: Mitteilungen zur Geschichte der Medizin und der Naturwissenschaften. Band 15, 1916, S. 200–204.
- Die pseudohippokratische Krankheitsprognostik nach dem Auftreten von Hautausschlägen, „Secreta Hippocratis“ oder „Capsula eburnea“ benannt. In: Sudhoffs Archiv. Band 9, 1916, S. 79–116.
- Die eiserne Hand des Marcus Sergius aus dem Ende des 3. Jahrhunderts v. Chr. (= Mitteilungen zur Geschichte der Medizin und der Naturwissenschaft. Band 15). Voß, Leipzig 1916.
- „Antipocras“. Streitschrift für mystische Heilkunde in Versen des Magisters Nikolaus von Polen. In: Sudhoffs Archiv. Band 9, 1916, S. 31–52.
- Scenen aus der Sprechstunde und bei Krankenbesuchen in mittelalterlichen Handschriften. In: Archiv für Geschichte der Medizin. Band 10, 1917, S. 71–90 und 105–123.
- Codex medicus Hertensis. In: Archiv für Geschichte der Medizin. Band 10, 1917, S. 265–313.
- Der Stelzfuß aus Capua. In: Mitteilungen zur Geschichte der Medizin und der Naturwissenschaft. Band 15, 1916, S. 76–17, Band 16, 1917, S. 291–293, und Band 19, 1920, S. 305.
- Skizzen. Vogel, Leipzig 1921. (Eine Aufsatzsammlung zu verschiedenen Themen der Medizingeschichte, über Medizin und Kunst und über J. W. Goethe.)
- Geschichte der Zahnheilkunde. Ein Leitfaden für den Unterricht und für die Forschung. Leipzig 1921; 2. Auflage ebenda 1926; Neudruck Hildesheim 1964.
- mit Theodor Meyer-Steineg: Geschichte der Medizin im Überblick mit Abbildungen. Gustav Fischer, Jena 1921; 3. Auflage ebenda 1923; 5. Auflage, unter dem Titel Illustrierte Geschichte der Medizin, hrsg. und ergänzt von Robert Herrlinger und Fridolf Kudlien, Stuttgart 1965; Neudruck: Voltmedia, Paderborn 2006, ISBN 3-938478-56-X.
- Kurzes Handbuch der Geschichte der Medizin. Verlag S. Karger, Berlin 1922 (= 3. und 4. Auflage von Julius Leopold Pagels Einführung in die Geschichte der Medizin in 25 akademischen Vorlesungen von 1898; 2., von Karl Sudhoff durchgesehene Auflage, Berlin 1915).
- Zu den Schlafschwämmen der Borgognoni. In: Archiv für Geschichte der Medizin. Band 13, 1921, S. 127 ff.
- Theophrast von Hohenheim. Medizinische, naturwissenschaftliche und philosophische Schriften des Paracelsus. 14 Bände. Verlag Oldenbourg, München/Berlin 1922–1933.
- als Herausgeber: Der Fasciculus Medicinae des Johann de Ketham Alemannus. (= Monumenta medica. Band 1, hrsg. von Henry E. Sigerist). Lier, Mailand 1923 (S. 38–57: Historische Einführung).
- The earliest printed literature on syphilis. Florenz 1925.
- Kos und Knidos. München 1927.
- Medizinischer Unterricht und seine Lehrbehelfe im frühen Mittelalter. In: Archiv für Geschichte der Medizin. Band 21, 1929, S. 28–37.
- Konstantin der Afrikaner und die Medizinschule von Salerno. In: Sudhoffs Archiv. Band 23, 1930, S. 293–298.
- Toledo! In: Archiv für Geschichte der Medizin. Band 23, 1930, S. 1–6.
- Mittelalterliche Einzeltexte zur Beulenpest vor ihrem pandemischen Auftreten 1347/48. Ein Überblick. In: Karl Sudhoff (Hrsg.): Historische Studien und Skizzen zur Natur- und Heilwissenschaft. Festschrift Georg Sticker. Berlin 1930, S. 39–48.
- als Hrsg.: Historische Studien und Skizzen zur Natur- und Heilwissenschaft. Festschrift Georg Sticker. Berlin 1930.
- Die Schriften des sogenannten Basilius Valentinus. In: Philobiblon. Band 6, 1933, Heft 5, S. 163–170.
- Neues aus der Frühgeschichte der Syphilis V: Vorsorge für die Syphiliskranken in Würzburg und Augsburg zu Ende des 15. bis ins zweite Viertel des 16. Jahrhunderts. In: Dermatologische Wochenschrift. Band 97, 1933, S. 1431–1445.
- Alexander Hispanus und das Schriftwerk unter seinem Namen. Ein erstes Wort über ihn und Bekanntgabe seiner medizinischen Schriften. I–II. In: Sudhoffs Archiv. Band 29, 1936/1937, S. 289–312, und Band 30, 1937/1938, S. 1–25.